# Werner Lütkebohmert
Werner Lütkebohmert (* 10. September 1948 in Reken) ist ein deutscher Mathematiker, der sich mit algebraischer Geometrie und p-adischer Funktionentheorie befasst.
Lütkebohmert wurde 1972  bei Hans-Joachim Nastold an der Universität Münster promoviert (Steinsche Räume in der nichtarchimedischen Funktionentheorie) und 1977 habilitiert (Zur Theorie der Fortsetzung rigid-analytischer Strukturen). Er lehrte an der Universität Münster und an der Universität Ulm.
Er ist Ko-Autor einer Monographie über Néron-Modelle.

## Schriften
- mit Klaus Langmann Cousinverteilungen und Fortsetzungssätze, Lecture Notes in Mathematics 367, Springer Verlag 1974
- mit Siegfried Bosch, Michel Raynaud Néron Models, Ergebnisse der Mathematik und ihrer Grenzgebiete, Springer Verlag 1990
- Codierungstheorie- algebraisch-geometrische Grundlagen und Algorithmen, Vieweg 2003
- Rigid geometry of curves and their Jacobians, Ergebnisse der Mathematik und ihrer Grenzgebiete, Springer,  2016